# 千山山脉

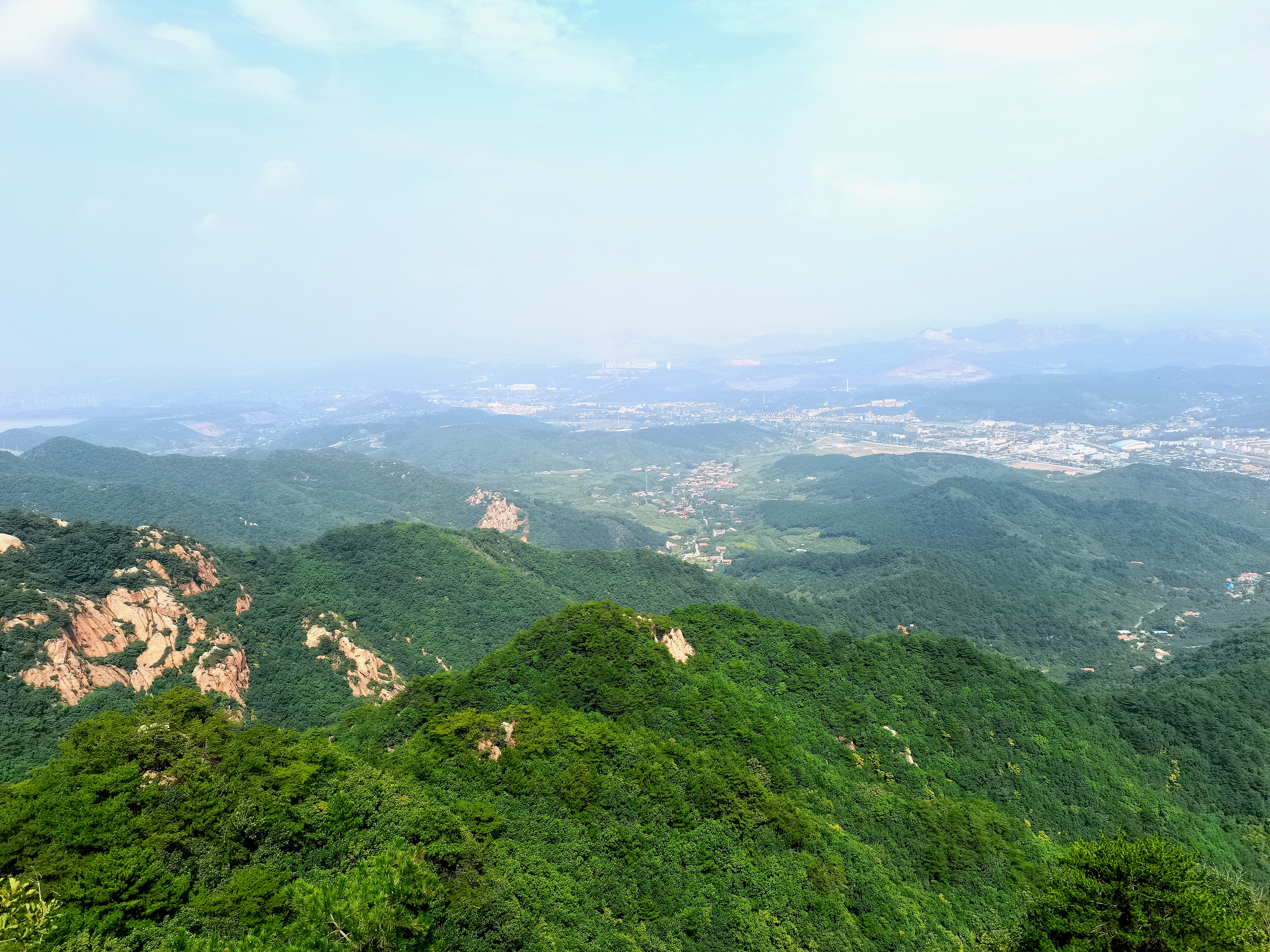
千山

千山山脉即千山，古称积翠山，又名千顶山、千华山和千朵莲花山，位于辽宁省东部，是长白山的支脉，构成辽东半岛地形的主脊。主峰高708.3米，因为山峰总数为999座，故名千山。千山山脉呈东北、西南走向，经本溪、辽阳、鞍山、海城、营口、盖州、岫岩、瓦房店、普兰店，止于金州，绵延200多公里。有“东北明珠”、“关东第一名山”之称。

## 延伸阅读
[在维基数据编辑]
 《欽定古今圖書集成·方輿彙編·山川典·千山部》，出自陈梦雷《古今圖書集成》